# Коко (река)
15° 00′ N 83° 10′ W / 15.000° С; 83.167° З
Коко (шп. Río Coco раније Сеговија) је река у Централној Америци. Извире у јужном Хондурасу код места Сан Марко де Конон у департману Чолутека, тече 780 км и улива се у Карипско море код рта Грасијас а Диос. Површина слива износи 24.767 км². Пловна је само 225 км у доњем току.
Године 1961. њен средњи и доњи ток проглашени су међународном границом између Хондураса и Никарагве.